# Julius Reubke
Julius Reubke (1834. március 23. – 1858. június 3.) –  német zeneszerző, zongorista és orgonista.
Hausneindorfban született, apja az orgonaépítő Adolf Reubke. Zenei tanulmányokat Berlinben folytatott Theodor Kullak irányítása alatt. 1856-ban Hans von Bülow kezdeményezésére Weimarba utazott, hogy Liszt Ferencnél tanuljon. Egyike volt a legjobb tanítványainak. Két év után, 1858-ban Pillnitzben érte a halál.
Julius Reubke nem élt annyit, hogy lényeges életművet hagyjon maga után. Az 1857-ben írt zongoraszonátáját alkalmanként még most is játsszák, legismertebb műve a szintén 1857-ben íródott Sonata on the 94th Psalm című c-moll orgonaszonátája a 19. századi orgonaművek egyik gyöngyszeme. Mindkét művön érződik az erős Liszti hatás.
24 éves korában halt meg.